# Lhok Padang
Lhok Padang is een bestuurslaag in het regentschap Nagan Raya van de provincie Atjeh, Indonesië. Lhok Padang telt 91 inwoners (volkstelling 2010).